# Wadi Gasus
Wadi Gasus és un riu i centre comercial de l'antic Egipte, situat 50 km al nord del port de Quseir, a la costa de la Mar Roja. El port s'anomena Mersa Gewasis i fou construït durant la XII Dinastia (vers el 1900 aC) i va servir de punt de sortida cap al Punt. Les ruïnes del centre són a uns 10 km de la costa remuntant el riu i a uns 10 km de la desembocadura del Wadi Gasus i té necròpolis gregues i romanes i suposadament de la gent del desert coneguts com a Blemmies, del primer mil·lenni abans de Crist). El port conserva instal·lacions grecoromanes, que probablement foren abans egípcies i algunes necròpolis (al sud, amb restes entre el predinàstic i el segon període entremig) però no hi ha cap resta de fortificació ni establiment permanent, i es troba a la desembocadura del Wadi Gewasis que està a dos kilòmetres del Wadi Gasus.